# Dommelberg
Der Dommelberg ist eine Anhöhe auf dem Kühkopf (Berg) im Koblenzer Stadtwald an der Peripherie des Hunsrücks. Mit seinen zwei Kuppen (Nordkuppe 225 m, Südkuppe 218 m) ist er der älteste Siedlungskern des Gebietes, archäologische Fundstätte, Wandergebiet und Aussichtspunkt.

## Geschichte
Seine große Bedeutung für Koblenz und die Region erlangte der Dommelberg durch die hier gefundene prähistorische Höhensiedlung mit mehreren Wällen beachtlicher Ausdehnung. Ihre Entstehungszeit fällt ins 11. bis 10. und 6. bis 5. vorchristliche Jahrhundert.
Die Anlagen wurden noch in prähistorischer Zeit zerstört. Eine Wiederherstellung durch die Römer, die in der Spätantike im Gebiet des heutigen Koblenzer Stadtwald siedelten, Landwirtschaft betrieben und Eisenerze abbauten, ist nicht dokumentiert. Nach dem Untergang des Weströmischen Reiches verliert sich jegliche Besiedlungsspur. Es ist auch nicht klar, seit wann der Dommelberg bewaldet ist; von einem Wald auf dem vormaligen Siedlungsgebiet sprechen erstmals Quellen des 16. Jahrhunderts.
Mit der Erschließung des Stadtwaldes als Naherholungsgebiet für die Koblenzer Bürger im 19. Jahrhundert wurden auch die Wanderwege am Dommelberg angelegt. Eine systematische Dokumentation der geologischen und archäologischen Aspekte gibt es seit 1992.

## Geografie und Landschaft
Der Dommelberg ist durchgängig bewaldet. Buchen überwiegen, im Gipfelbereich auch durchsetzt von Eiche, Robinie und Linde.
Die Ostseite fällt zum Rhein in einer schroffen Schieferfelswand fast 150 m steil ab. Die Formation ist derjenigen am Rittersturz (Aussichtspunkt) vergleichbar und entstand ebenfalls vor ca. 350 Millionen Jahren im Emsium, einer Stufe des Unterdevon (früher Koblenz-Stufe genannt).
Ein Aussichtsplateau mit Ruhebänken und Schutzhütte öffnet den Blick nach Norden rheinaufwärts mit der Stadt Koblenz linksrheinisch sowie den Stadtteilen Koblenz-Horchheim, Koblenz-Pfaffendorf und der Festung Ehrenbreitstein rechtsrheinisch bis nach Vallendar und zu den Höhen des Westerwaldes.
Westlich des Dommelberges entspringt der Königsbach.

## Infrastruktur

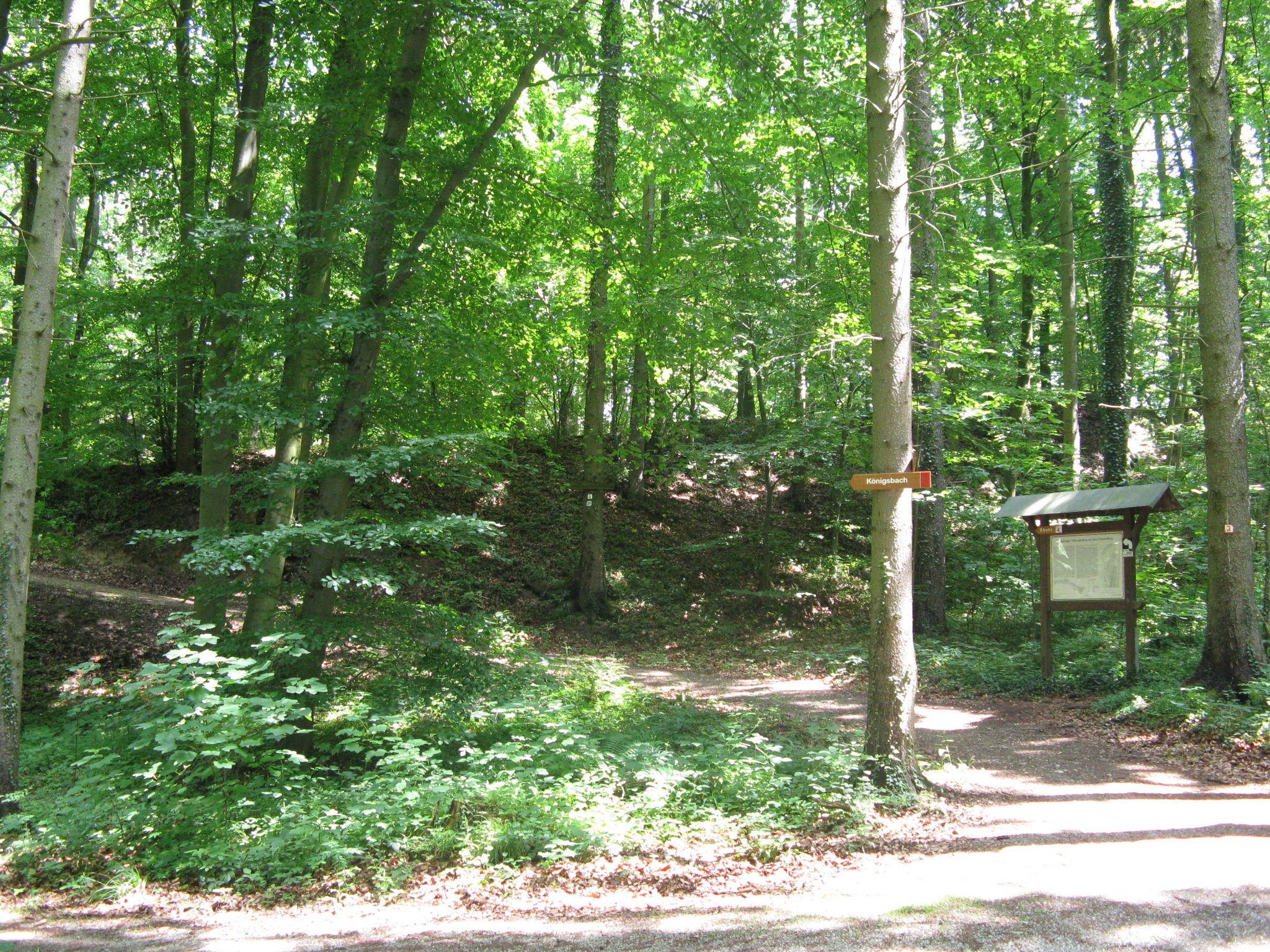
Vor dem äußeren (älteren) Wall an der Nordkuppe

Am Dommelberg laufen zwei 1992 eingerichtete Lehrpfade der Stadt Koblenz zusammen, der Geologisch-Landeskundliche Lehrpfad sowie der Archäologische Lehrpfad. Station 9 des Geologisch-Landeskundlichen Lehrpfads am Aussichtspunkt erklärt die Terrassenbildung im Oberen Mittelrheintal, die hier gut erkennbar ist.
Die archäologischen Erklärungen vermittelt eine Tafel vor dem äußeren – älteren – Wall der Nordseite.

## Weblink
- Dommelbergfestung